# 332e division d'infanterie
La  332e division d'infanterie (en allemand : 332. Infanterie-Division ou 332. ID) est une des divisions d'infanterie de l'armée allemande (Wehrmacht) durant la Seconde Guerre mondiale.

## Historique
La 332e division d'infanterie a été formée le 15 novembre 1940 dans le secteur de Güstrow dans la Wehrkreis II à partir des 161., 162., 168. et 395. Infanterie-Division en tant qu'élément statique de la 14. Welle (14e vague de mobilisation).
Après avoir subi de lourdes pertes sur le Front de l'Est au cours de la bataille de Koursk, la division est dissoute en août 1943.
Le Grenadier-Regiment 676 est alloué à la 57. Infanterie-Division, les autres éléments reconstituent la 255. Infanterie-Division et les restes de la division forment plus tard le Divisions-Gruppe 332 en novembre 1943 qui a été affecté au Korps-Abteilung B.
La division est officiellement dissoute le 3 septembre 1943.

## Organisation

### Commandants
| Date                               | Grade                  | Commandant     |
| ---------------------------------- | ---------------------- | -------------- |
| 14 novembre 1940 - 6 août 1941     | Generalleutnant        | Heinrich Recke |
| 6 août 1941 - 7 décembre 1942      | Generalleutnant        | Hans Keßel     |
| 7 décembre 1942 - 1er janvier 1943 | General der Infanterie | Walter Melzer  |
| 1er janvier 1943 - 5 juin 1943     | Generalleutnant        | Hans Schäfer   |
| 5 juin 1943 - 12 août 1943         | Generalmajor           | Adolf Trowitz  |

### Officiers d'opérations (Generalstabsoffiziere (Ia))
| Date                        | Grade          | Commandant                  |
| --------------------------- | -------------- | --------------------------- |
| Janvier 1941 - Janvier 1943 | Major          | Dr. phil. h.c. Otto Wagener |
| Janvier 1943 - ? 1943       | Oberstleutnant | Ludwig Hane                 |

## Théâtres d'opérations
- Silésie : Novembre 1940 - Août 1941
- France : Août 1941 - Février 1943
- Front de l'Est secteur Sud : Février 1943 - Août 1943
  - 5 juillet au 23 août 1943 : Bataille de Koursk

## Ordre de bataille
1940
- Infanterie-Regiment 676
- Infanterie-Regiment 677
- Infanterie-Regiment 678
- Artillerie-Regiment 332
  - I. Abteilung
  - II. Abteilung
  - III. Abteilung
- Pionier-Bataillon 332
- Panzerjäger-Abteilung 332
- Nachrichten-Kompanie 332
- Versorgungseinheiten 332

1942-1943
- Grenadier-Regiment 676
- Grenadier-Regiment 677
- Grenadier-Regiment 678
- Radfahr-Abteilung 332
- Artillerie-Regiment 332
  - I. Abteilung
  - II. Abteilung
  - III. Abteilung
  - IV. Abteilung
- Pionier-Bataillon 332
- Panzerjäger-Abteilung 332
- Nachrichten-Abteilung 332
- Feldersatz-Bataillon 332
- Versorgungseinheiten 332